# Gremlin (dinosaurus)
Gremlin (podle mytické bytosti stejného jména) byl rod malého rohatého dinosaura z čeledi Leptoceratopsidae. Žil v období pozdní křídy (geologický věk střední kampán, asi před 79,5 až 77 miliony let) na území současné kanadské provincie Alberty.

## Historie objevu a výzkumu
Fosilie tohoto dinosaura byly objeveny v roce 2011 v sedimentech geologického souvrství Oldman na jihu Alberty. Typový exemplář s označením TMP 2011.053.0027 má podobu částečně dochované kosti čelní (os frontale), poškozené erozí. V roce 2022 byla tato fosilie nejdříve přiřazena k druhu Cerasinops hodgskissi, formálně popsanému roku 2007 ze severní Montany (souvrství Two Medicine).

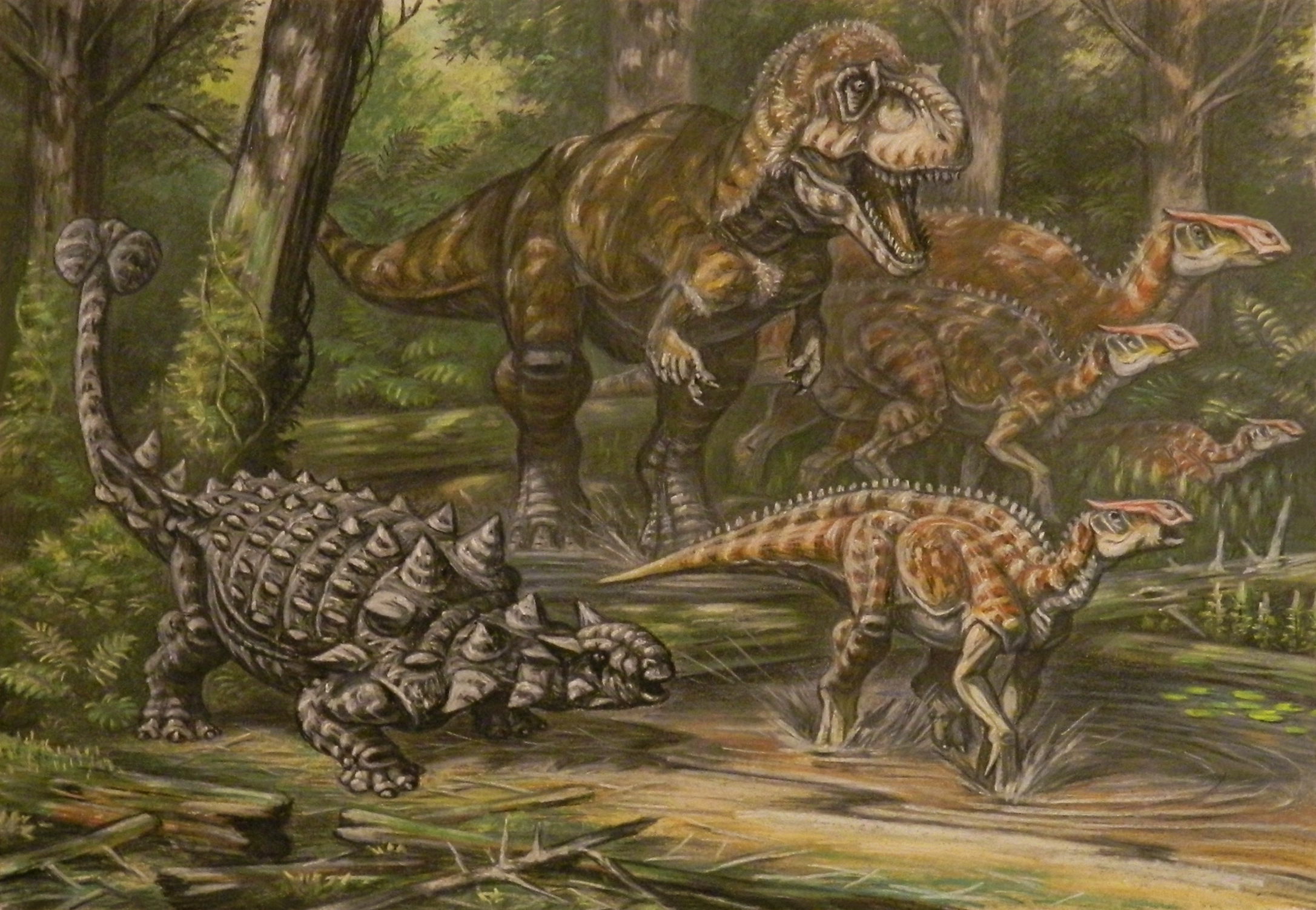
Výjev z ekosystému v rámci souvrství Oldman, ze kterého známe také druh Gremlin slobodorum.

Na základě tvaru a orientace výrazného výběžku na čelní kosti však bylo v následujícím roce stanoveno nové rodové i druhové jméno Gremlin slobodorum. Rodové jméno odpovídá představám o možném vzezření skřetů "gremlinů" (například zobákovité čelisti/ústa), zároveň pak také vystihuje zlomyslnost, se kterou si fosilie "pohrála" s paleontology při jejím určování. Druhové jméno je pak poctou Edu a Wendy Slobodovým, kteří se zasloužili o objevy mnoha exemplářů dinosaurů v Kanadě a podíleli se také na objevu kostry tohoto dinosaura. Formálně byl tento taxon popsán v listopadu roku 2023.

## Popis a systematika
Gremlin byl zástupcem čeledi Leptoceratopsidae, relativně malých a vývojově primitivních rohatých dinosaurů (ceratopsů). Pokud byl stejně velký jako jeho příbuzný Cerasinops (čemuž odpovídá i rozměr dochované fosilie, měřící 12 cm), pak při délce kolem 1,8 až 2,5 metru mohl vážit kolem 175 kg.
Blízce příbuzný rod Cerasinops byl popsán Brendou Chinneryovou a Jackem Hornerem v roce 2007 (na základě z 80 % kompletního exempláře MOR 300), typovým druhem je C. hodgskissi. Gremlin má zhruba stejné geologické stáří a může se jednat o velmi blízce příbuzný, možná dokonce sesterský taxon.